# Cenaspis aenigma
Cenaspis aenigma é uma espécie de cobra da família Dipsadidae e a única do gênero Cenaspis. Supõe-se que a mesma seja encontrada apenas no sul do México, que meça 25 centímetros e que seja forrageadora, se alimentando de pequenos insetos e aranhas. Pode ser diferenciada de qualquer outra espécie ou gênero de cobra pelas suas escamas subcaudais e pelo seu hemipênis, que possui um padrão nunca visto, sendo coberto por diferentes formas, apresentando sulco espermático e sendo bifurcado apenas na ponta. Também apresenta três séries de manchas triangulares irregulares e possui 14 pequenos e resistentes dentes na mandíbula superior. Foi descrita em 2018 após um indivíduo ser encontrado no estômago de uma coral (Micrurus nigrocinctus), que havia sido capturada pelo coletor de palmito Julio Ornelas-Martínez no dia 6 de julho de 1976 em Chiapas, e fixada e armazenada na coleção de um museu.
Seu epíteto específico, assim como o genérico, foi dado em razão a maneira inusitada em que a espécie foi descoberta, usando palavra latina enigma, que significa misterioso, para a espécie e a aglutinação do substantivo cena, que significa jantar, e do adjetivo apis, que faz alusão de que é uma variedade de cobra. Como não foi encontrado nenhum exemplar vivo, não se tem conhecimento de seus hábitos, nem como é sua verdadeira aparência, já que a parte do corpo do indivíduo encontrado estava deteriorada pelas enzimas estomacais da outra cobra.